# Padre Bernardo
Padre Bernardo là một đô thị thuộc bang Goiás, Brasil. Đô thị này có diện tích 3137,903 km², dân số năm 2007 là 25220 người, mật độ 8 người/km².